# Pareunidia griseovittata
Pareunidia griseovittata là một loài bọ cánh cứng trong họ Cerambycidae.